# Valentinianus II
Valentinianus II, född 371, död 392, romersk kejsare vid fyra års ålder 375 tillsammans med sin halvbror Gratianus och sin farbror Valens. Hans del av romarriket – Italien, Illyrien och Africa – styrdes av hans mor Justina. Usurpatorn Magnus Maximus, som tidigare störtat Gratianus fördrev Valentinianus II från Rom. Valentinianus II sökte då hjälp från sin medkejsare Theodosius I, som besegrade och avrättade Maximus, varpå Valentinianus 388 återinsattes som kejsare i Vienne i Gallien. Han avled där under oklara omständigheter 392.